# Кончара
Кончара — деревня в Уржумском районе Кировской области в составе Рублёвского сельского поселения.

## География
Находится на расстоянии примерно 22 километра на северо-запад от районного центра города Уржум.

## История
Известна была с 1891 года.  В 1905 году в ней учтено было дворов 53 и жителей 483, в 1926 83 и 408, в 1950 59 и 224 соответственно. В 1989 году отмечено 56 жителей . 

## Население
Постоянное население  составляло 48 человек (русские 81%) в 2002 году, 34 в 2010.